# (24792) 1993 TB46
(24792) 1993 TB46 est un astéroïde de la ceinture principale d'astéroïdes découvert en 1993.

## Description
(24792) 1993 TB46 a été découvert le 10 octobre 1993 à l'observatoire de La Silla, au Chili, par Henri Debehogne.

### Caractéristiques orbitales
L'orbite de cet astéroïde est caractérisée par un demi-grand axe de 3,9 UA, un périhélie de 2,49 UA, une excentricité de 0,20 et une inclinaison de 0,78° par rapport à l'écliptique. Du fait de ces caractéristiques, à savoir un demi-grand axe compris entre 2 et 3,2 UA et un périhélie supérieur à 1,666 UA, il est classé, selon la JPL Small-Body Database, comme objet de la ceinture principale d'astéroïdes.

### Caractéristiques physiques
(24792) 1993 TB46 a une magnitude absolue (H) de 14,9 et un albédo estimé à 0,129.